# Maria Schneider (zenész)

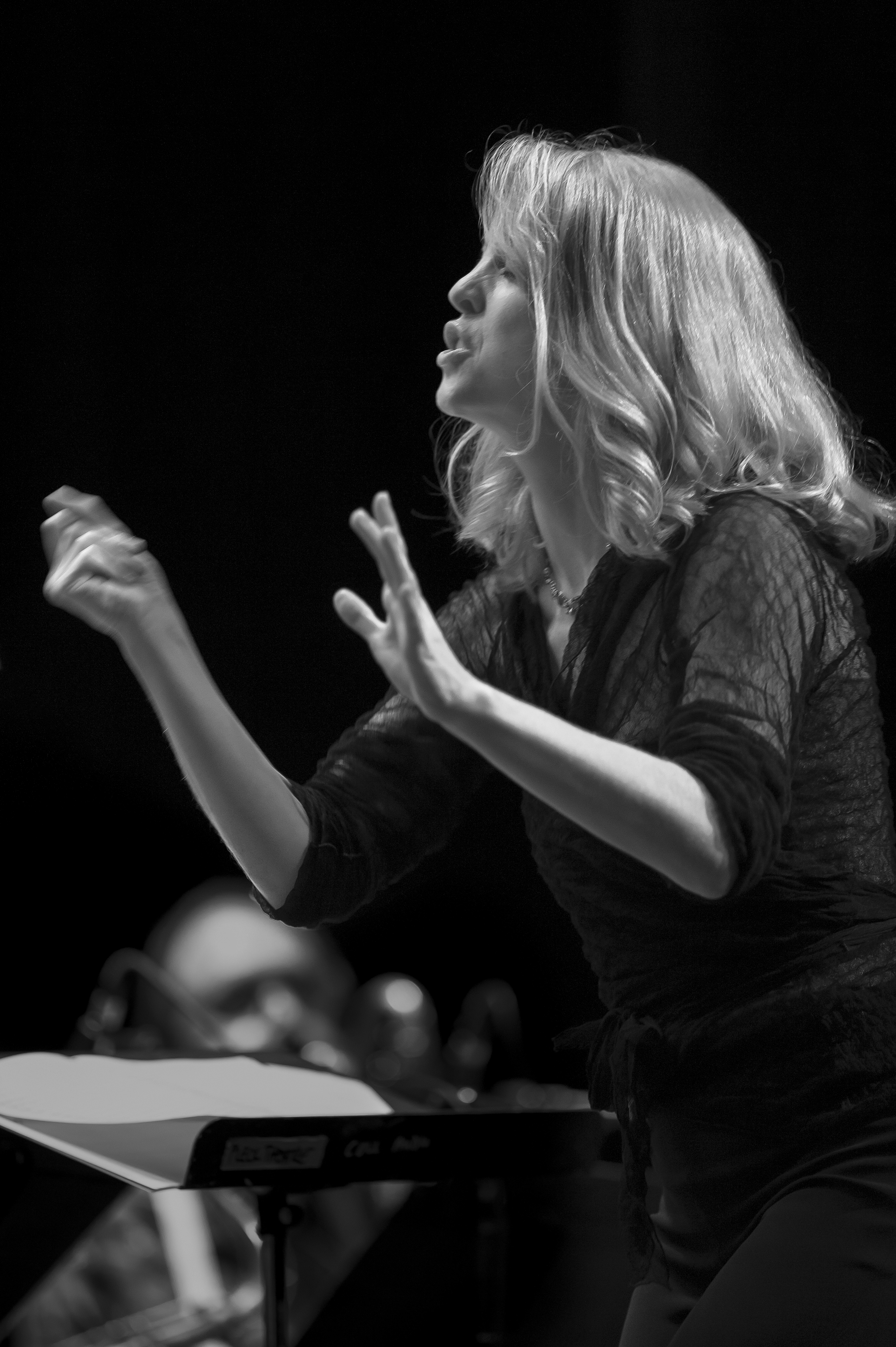
Toronto Jazz Festival, 2009

Maria Schneider (Windom, 1960. november 27. –) hétszeres Grammy-díjas amerikai dzsesszzenész, zongorista, zenekarvezető, karmester, zeneszerző.

## Pályafutás
Maria Schneider ötéves korában kezdett zongorázni. Tanára a következő tizenhárom évben Evelyn Butler chicagói klasszikus- és dzsesszongorista volt. Schneider az iskolai zenekarban klarinéton és hegedűn is játszott. A Minnesotai Egyetemen, a Miami Egyetemen és az Eastman School of Musicon is végzett zenei tanulmányok után 1985-ben érkezett New Yorkba. Itt 1986-91 között zeneszerzési tanulmányokat folytatott Rayburn Wrightnál, majd 1990-ben; annak halála után pedig Bob Brookmeyernél. Megmutatta néhány szerzeményét Mel Lewisnak, aki azokat zenekarával adta elő. Ezzel egyidőben Gil Evans hangszerelő asszisztense lett, számos projekten dolgozott vele, köztük a „The Color of Money” című film zenéjén és az 1987-es Evans Sting-turnén.
Maria Schneider 1992-ben megalapította saját big bandjét, a Maria Schneider Jazz Orchestra-t. Együttesében Jeff Ballard, Dave Ballou, George Flynn, Greg Gisbert, Tim Horner, Ingrid Jensen, Rick Margitza, Rich Perry, Tim Ries, Scott Robinson és Ryan Truesdell játszott.
1993-98 között minden hétfőn fellépett a New York-i Visiones dzsesszklubban. Műveket írt műveket többek között a következő zenekaroknak: Norrbotten Big Band, Danish Radio Orchestra, Metropole Orchestra, Orchester National de Jazz és Carnegie Hall Jazz Orchestra. Németországban többek között a „Blech Schaden” big banddel, a WDR Big Band Kölnnel, a Sunday Night Orchestra-val, az SWR Big Banddel, az NDR Big Banddel és a Subway Jazz Orchestra-val dolgozott.
2015-ös „The Thompson Fields” című albumának címe arra délnyugat-minnesotai farmra utal, ahol felnőtt. Mind a nyolc kompozíció eredeti, és a minnesotai tájhoz kötődik.

## Albumok
- 1994: Evanescence, Enja
- 1996: Coming About, Enjoy
- 2000: Live at the Jazz Standard: Days Of Wine And Roses, Artist Share
- 2000: Allegresse, Enjoy
- 2004: Concert in the Garden, ArtistShare
- 2007: Sky Blue, ArtistShare
- 2012: Concert in the Garden, ArtistShare
- 2013: Winter Morning Walks, & Dawn Upshaw, Saint Paul Chamber Orchestra & Australian Chamber Orchestra
- 2015: The Thompson Fields, ArtistShare
- 2018: Maria Schneider & SWR Big Band, SWR Jazzhaus
- 2020: Data Lords, ArtistShare

## Díjak
- 2006–2012; 2016: Best Composer, Best Arranger, Best Big Band, DownBeat magazine Annual Critics' Poll
- 2005: Jazz Album of the Year, Composer of the Year, Arranger of the Year, Large Jazz Ensemble of the Year, Jazz Journalists Association
- Grammy-díjak: 2004, 2007, 2013, 2015, 2020 (2)
- 2019: National Endowment for the Arts

## Fordítás
Ez a szócikk részben vagy egészben  a   Maria Schneider című német Wikipédia-szócikk ezen változatának fordításán alapul.  Az eredeti cikk szerkesztőit annak laptörténete sorolja fel. Ez a jelzés csupán a megfogalmazás eredetét és a szerzői jogokat jelzi, nem szolgál a cikkben szereplő információk forrásmegjelöléseként.